# Chapeckia
Chapeckia — рід грибів родини Sydowiellaceae. Назва вперше опублікована в 1978 році. Назва роду Chapeckia дана на честь Чарльза Хортона Пека (1833-1917), американського міколога. Він описав понад 2700 видів північноамериканських грибів.

## Класифікація
До роду Chapeckia відносять 2 види:
- Chapeckia nigrospora
- Chapeckia ribesia